# Karen Moncrieff
Karen Moncrieff (* 20. Dezember 1963 in Sacramento, Kalifornien) ist eine US-amerikanische Schauspielerin, Regisseurin und Drehbuchautorin. Als Schauspielerin war sie bis 1998 unter anderem in X-Tro 3 (1995) von Harry Bromley Davenport, in den US-Seifenopern Zeit der Sehnsucht (Days of our Lives) und Springfield Story (Guiding Light) zu sehen. Regie geführt hat sie unter anderem bei der Fernsehserie Six Feet Under – Gestorben wird immer und bei zwei eigenen Filmprojekten, zu denen sie auch das Drehbuch schrieb.
Moncrieff hat 1982 die Adams High School in Rochester in Michigan abgeschlossen. Vor ihrer Tätigkeit bei Fernsehen und Film nahm sie an Schönheitswettbewerben teil. Im Jahr 1985 wurde sie Miss Illinois und kam so in die Ausscheidung zum Titel der Miss America im selben Jahr.
Sie hat für ihre Independentfilme auf verschiedenen Festivals Nominierungen und Auszeichnungen erhalten. So wurde sie sowohl für Blue Car – Poesie des Sommers von 2002 als auch für 
Dead Girl aus dem Jahr 2007 für einen Independent Spirit Award nominiert. Beide Filme waren ebenfalls für den Grand Special Prize der Jury beim Festival des amerikanischen Films in Deauville nominiert, Dead Girl konnte den Wettbewerb 2007 für sich entscheiden.
Karen Moncrieff ist verheiratet und hat eine Tochter.

## Filmografie (als Regisseurin)
- 2002: Blue Car – Poesie des Sommers (Blue Car)
- 2003: Six Feet Under – Gestorben wird immer (Six Feet Under) (Fernsehserie), 1 Folge
- 2004: Touching Evil (Fernsehserie), 1 Folge
- 2007: Dead Girl (The Dead Girl)
- 2013: Anklage: Mord (The Trials of Cate McCall)
- 2017: The Keeping Hours